# George Forrest
George Forrest (Falkirk, Escócia, 13 de março de 1873 — Tengyueh (hoje Tengchong), Yunnan, 5 de janeiro de 1932) foi um botânico e colector de plantas que se desacou na exploração botânica do sudoeste da China.

## Biografia
Forrest trabalhou inicialmente numa farmácia em Kilmarnock. Assim que economizou dinheiro suficiente, viajou para a Austrália para visitar parentes. Voltou para a Escócia em 1902.
Iniciou o seu percurso como botânico no herbário do Jardim Botânico Real de Edimburgo. No entanto, não gostava da vida na cidade e ansiava por trabalhar ao ar livre. Conseguiu fazer sua primeira expedição botânica contratado por A. K. Bulley, de Neston no Cheshire, o fundador da Bee Seeds. Bulley enviou Forrest à China para colectar plantas. Muitas das plantas colectadas por Forrest trazem o epíteto específico forrestii, o que é uma indicação do sucesso das suas viagens.
Forrest empreendeu um total de cinco expedições à China, onde não só colhia plantas, mas também pássaros e borboletas. Também usou os seus conhecimentos de farmacêutico na China e tratou várias doenças dos habitantes locais. O próprio Forrest ficou muito doente na China e morreu em Tengyueh, no sudoeste de Yunnan, perto da fronteira com Mianmar.
Entre as plantas que colectou e introduziu na Europa incluem-se o abeto Abies georgei, algumas espécies de Acer, Adenophera , Aster, Dracocephalum, Hemerocallis, Iris, Primula, a espécie de rododendro  Rhododendron forrestii e a espécie de orquídea tibetana Pleione forrestii.
Em 1927 recebeu a medalha de ouro da Royal Horticultural Society conhecida por Veitch Memorial Medal.